# Tesso
Der Tesso  ist ein Torrente in der Metropolitanstadt Turin im Piemont.
Sein Einzugsgebiet, das Tessotal, eines der Lanzotäler, liegt in den piemontesischen Voralpen und grenzt im Norden an das Susatal, im Westen an das Tal der Stura di Valgrande und im Osten an das Quellgebiet des Malone.

## Verlauf
Der Tesso entspringt in einem Moor auf der Alpe Costapiana bzw. Alpe del Lago südlich der Punta dell’Aggia (Piemontesisch und Frankoprovenzalisch Bèc d’Aja) auf etwa 2000 Meter Höhe. Er fließt auf seinem etwa 15 Kilometer langen Lauf auf den meisten Abschnitten in Richtung Süden oder Südosten. Im Berggebiet westlich des Monte Vaccarezza sammelt er mehrere andere Quellbäche und fließt durch das stark bewaldete Tal der Gemeinde Monastero di Lanzo.
Südlich von Coassolo nimmt er von links seinen größten Nebenfluss Tessuolo auf, der früher Tesso di Savant hieß. Danach fließt er auf seinen letzten zwei Kilometern durch das Zentrum der Stadt Lanzo Torinese, wo er die Brücken der Strada Provinciale 22, der Via Roma, der Bahnstrecke Turin-Ceres und der Via delle Valli unterquert, bevor er zwischen dem Ponte del Diavolo und der Via Cafassebrücke auf 450 Meter Höhe in die Stura di Lanzo mündet.
Das Wasser der Bergbäche wurde bis ins frühe 20. Jahrhundert mit abgeleiteten Kanälen am Oberlauf für die Bewässerung der Feldfluren und für mehrere Wassermühlen (mulin d’Turcin, mulin d’Barot, mulin Machetta, mulin d’la Rana und andere) benutzt. 